# Мегринський район
Мегринський район — адміністративно-територіальна одиниця Вірменської РСР та Вірменії, що існувала в 1930–1995 роках.
Адміністративний центр — місто Мегрі.

## Історія
Мегрінський район утворений у 1930 році. В червні 1953 року був скасований, але у листопаді того ж року відновлений. Включав 13 сільських рад. У 1995 році припинив існування внаслідок переходу Вірменії на новий адміністративно-територіальний поділ.